# Dialeurolonga paradoxa
Dialeurolonga paradoxa là một loài côn trùng cánh nửa trong họ Aleyrodidae, phân họ Aleyrodinae.
Dialeurolonga paradoxa được Takahashi miêu tả khoa học đầu tiên năm 1955.